# Boris M. Gombač
Boris M. Gombač, slovenski zgodovinar, * 15. september 1945, Trst.
Po maturi v Trstu leta 1965 je študiral zgodovino in sociologijo na Filozofski fakulteti Univerze v Ljubljani in leta 1974 diplomiral. Leta 1978 je končal magistrski in leta 1992 doktorski študij zgodovine.
Med letoma 1975 in 1984 je bil zaposlen na Inštitutu za zgodovino delavskega gibanja, današnjemu Inštitutu za novejšo zgodovino, nato je bil med letoma 1984 in 1994 ravnatelj Narodnega muzeja v Ljubljani, kjer je od leta 1994 svetovalec. Po letu 1995 je sodeloval tudi z Znanstveno-raziskovalnim središčem v Kopru.
Raziskuje zgodovino Trsta v 19. in 20. stoletju, predvsem zgodovino slovenskega tržaškega delavskega gibanja in italijansko tržaško zgodovinopisje. V knjigi Na drugi strani pa je predstavil usodo slovenskih nabornikov, med katerimi je bil tudi njegov sin, ki so leta 1990 in 1991 odšli v Jugoslovansko ljudsko armado, in delovanje Odbora staršev za varstvo in vrnitev slovenskih vojakov.
Poročen je s slovensko zgodovinarko in arhivistko Metko Gombač, njegovi otroci pa so zgodovinar in sociolog Jure Gombač, mladinski pisatelj Žiga X. Gombač in jezikoslovka Špela Gombač.

## Dela
- Boris M. Gombač, Trst-Trieste : dve imeni, ena identiteta : [sprehod čez historiografijo o Trstu 1719-1980], Ljubljana, Trst, 1993;
- Boris M. Gombač, Slovenija, Italija : od preziranja do priznanja, Ljubljana, 1996;
- Boris M. Gombač, Trieste - Trst : zwei Namen, eine Identität : Spaziergang durch die Historiographie der Stadt Triest 1719-1980. St. Ingbert, 2002;
- Boris M. Gombač, Na drugi strani : Odbor staršev za varstvo in vrnitev slovenskih vojakov ob slovenski osamosvojitvi leta 1991, Ljubljana, 2005;
- Boris M. Gombač, Metka Gombač, Trpljenje otrok v vojni : sedemdeset let po zaprtju italijanskih taborišč, Ljubljana, 2013;